# 切羅基城 (阿肯色州)
切羅基城（英語：Cherokee City）是位於美國阿肯色州本頓縣的一個人口普查指定地區。根據2020年美國人口普查，該地共人口73人，而該地的面積約為1.21平方千米。

## 地理
切羅基城的座標為36°17′54″N 94°34′40″W / 36.29833°N 94.57778°W，而該地最高點為海拔高度352米（即1155英尺）。